# James Mangold
James Mangold (Nova Iorque, 16 de novembro de 1963) é um diretor e roteirista estadunidense conhecido por dirigir os filmes The Wolverine (2013) e Logan (2017), ambos da série de filmes X-Men.

## Filmografia
- 1995: Heavy
- 1997: Cop Land
- 1999: Girl, Interrupted
- 2001: Kate & Leopold
- 2003: Identity
- 2005: Walk the Line
- 2007: 3:10 to Yuma
- 2010: Knight & Day
- 2013: The Wolverine
- 2017: Logan
- 2019: Ford v Ferrari
- 2023: Indiana Jones and the Dial of Destiny [1]
- 2024: A Complete Unknown[2]